# Jorge Alberto Ossa Soto
Jorge Alberto Ossa Soto (El Carmen de Viboral, Antioquia, 29 de julio de 1956) es un eclesiástico colombiano de la Iglesia católica. Fue obispo de Florencia (Caquetá) y de la Diócesis de Santa Rosa de Osos. El 15 de octubre de 2019, el papa Francisco lo designa como arzobispo metropolitano de la Arquidiócesis de Nueva Pamplona.

## Biografía

### Sacerdocio
Fue ordenado sacerdote de la Diócesis de Istmina-Tadó el 23 de mayo de 1982. Posteriormente, obtuvo el título de Magíster en Teología Dogmática en la Universidad Católica de Innsbruck, Austria.
Desde los primeros años de su ministerio sacerdotal en Istmina, ocupó algunos cargos de especial responsabilidad, entre los que se cuentan el de rector del Seminario Mayor San Pío X, vicario general y ecónomo diocesano, párroco de la Catedral, responsable de la educación contratada y de los proyectos sociales de la Diócesis. 
Adicionalmente se desempeñó como titular de la Parroquia Sagrado Corazón de Jesús en Andagoya, párroco de San Francisco Solano en Bahía Solano por cinco años y en 2002 asumió nuevamente la rectoría del Seminario Mayor San Pío X y vicario general de la Diócesis de Istmina–Tadó.

## Episcopado

### Obispo de Florencia
El 21 de enero de 2003 fue nombrado Obispo de Florencia (Caquetá); por el papa Juan Pablo II, el 1 de marzo de ese mismo año fue consagrado como obispo en el Templo Parroquial Nuestra Señora del Carmen de su ciudad natal y se posesionó oficialmente el 29 de marzo del mismo año.
Durante su labor a cargo de la Diócesis de Florencia continuó con la tarea de modernizar tecnológicamente la Emisora Diocesana, fundó los restaurantes parroquiales para niños pobres y ancianos, creó el Voluntariado de Amor y ha dinamizado la presencia de la Iglesia en el campo de la educación.
Durante su obispado, el Seminario Menor San José se erigió en seminario mayor y se crearon la Escuela Teológica San Juan Crisóstomo para la formación de laicos, la fundación Luis Guanella para continuar la atención a niños con discapacidad y la Casa Hogar para habitantes de la calle.

### Obispo de Santa Rosa de Osos
El 15 de julio de 2011 el papa Benedicto XVI ordenó su traslado a la Diócesis de Santa Rosa de Osos en el departamento de Antioquia, dejando el cargo de Obispo de Florencia a partir del 22 de agosto del mismo año y tomando posesión de su nueva sede apostólica el 27 de agosto siguiente.

### Arzobispo de Nueva Pamplona
el 15 de octubre de 2019 el Papa Francisco lo nombra Arzobispo Metropolitano de Nueva Pamplona, sede de la cual toma posesión el 28 de noviembre del mismo año.
El 17 de enero de 2023 el Papa lo nombra como administrador apostólico de la Diócesis de Ocaña.